# Sefronia
Sefronia är det åttonde studioalbumet med den amerikanske sångaren och låtskrivaren Tim Buckley. Albumet spelades in i Los Angeles och New York och lanserades av DiscReet Records maj 1973. Albumet innehåller mer funk-inspirerat musik än tidigare Tim Buckley-album.

## Låtlista
Sida 1
1. "Dolphins" (Fred Neil) – 3:10
2. "Honey Man" (Larry Beckett, Tim Buckley) – 4:10
3. "Because of You" (Beckett, Buckley) – 4:25
4. "Peanut Man" (Fred Freeman, Harry Nehls) – 2:52
5. "Martha" (Tom Waits) – 3:10

Sida 2
1. "Quicksand" (Buckley) – 3:22
2. "I Know I'd Recognize Your Face" (Letty Jo Baron, Denny Randell) – 3:58
3. "Stone In Love" (Buckley) – 3:27
4. "Sefronia: After Asklepiades, After Kafka" (Beckett, Buckley) – 3:15
5. "Sefronia: The King's Chain" (Beckett, Buckley) – 2:23
6. "Sally, Go 'Round the Roses" (Lona Stevens, Zell Sanders) – 3:43

## Medverkande
- Tim Buckley – 12-strängad gitarr, sång
- Lee Underwood – gitarr
- Joe Falsia – gitarr
- Bob Rafkin – gitarr
- Marcia Waldorf – bakgrundssång
- Sharon Beard – bakgrundssång
- Myrna Matthews – bakgrundssång
- Lisa Roberts – bakgrundssång
- Bernie Mysior – basgitarr
- Reinhold Press – basgitarr
- Mark Tiernan – keyboard
- Denny Randell – keyboard
- Tom Scott – saxofon
- Fred Seldon – flöjt
- Larry Bunker – percussion
- King Errisson – percussion, congas, tamburin
- Ken Watson – percussion, pukor
- Buddy Helm – trummor